# Ptinus nigripennis
Ptinus nigripennis là một loài bọ cánh cứng trong họ Ptinidae. Loài này được Comolli miêu tả khoa học năm 1837.